# Досугово (Ярославская область)
Досугово — деревня Огарковского сельского поселения Рыбинского района Ярославской области.
Деревня расположена на левом берегу реки Волготня. Здесь в целом в лесном и малонаселённом краю в нижнем и среднем течении реки компактно следует ряд деревень, удалённых на расстояние не более километра. Выше по течению, на том же берегу — Семенково, а ещё выше Степаньково, но Досугово и Степаньково связаны прямой просёлочной дорогой, так как Семенково стоит в излучине реки и отклонилась к северу. Ниже по течению на том же берегу стоит деревня Антоново. Между Семенково и Досугово располагается сельское кладбище. На противоположном от Досугово, правом берегу и выше по течению стоит деревня Макарово. Досугово находится к востоку от автомобильной дороги Р104 на участке Рыбинск—Пошехонье, к которой по левому берегу Волготни ведёт просёлочная дорога через Антоново.
Деревня указана на плане Генерального межевания Рыбинского уезда 1792 года, там же кладбище в окрестностях Досугово названо погост Егорьевской.
На 1 января 2007 года в деревне числилось 3 постоянных жителя. Почтовое отделение, расположенное в деревне Волково, обслуживает в деревне Досугово 6 домов.